# Platycopida
A Platycopida a kagylósrákok Podocopa alosztályának egyik rendje.

## Jellemzői
A Platycopida rendhez tartozó fajok általános jellemzői:
- erősen elmeszesedett, megnyúlt carapax, anteroventralis nyílás nélkül
- egyenlőtlen méretű teknők: a nagyobbik teljesen átfedi a kisebbet
- a zárosperem egyszerű, vagy hiányzik
- a belső lemez elmeszesedett periferiális része nagyon keskeny, redukálódott, szerkezete egyszerű. Ezért nem azonosítható az összenövési vonal, peremi öv és a marginális póruscsatornák.
- az izombenyomat mintázata tollszerű, több kerekded, közel elhelyezkedő benyomatból áll
- nincsenek szem-foltok
- az antennulák és antennák erősen fejlettek, az úszásban van nagy szerepük
- az utolsó pár függelék a nőstényeknél nagyon kezdetleges
- a gyenge furca alakja bármilyen más csoporttól eltér: hátrafelé szélesedik, lapos tüskékkel.

## Rendszertan
Ebbe a rendbe egy recens és egy fosszilis kagylósrák-család tartozik:
- A Cytherellidaek kizárólag tengeriek, bentoszlakók. Teknőik a jellegzetes toll-mintájú izombenyomataik alapján könnyen elkülöníthetők. A teknők gyakran opakok, a jobb oldali a nagyobb. A zárosperem nem fejlett. A marginális zóna és a belső lemez szerkezete kezdetleges. Fontosabb genuszok a Cytherella és Cytherelloidea. A paleozoikum óta ismertek.
- A Healdiidae kihalt családot Harlton (1933) különítette el. Néhány paleozoikumi és mezozoikumi genuszt foglal magába: Hungarella (liász) és Healdia (liász).